# Aeronautica Umbra AUT.18
Aeronautica Umbra AUT.18 – prototypowy włoski myśliwiec z końca lat 30. XX wieku.

## Historia
Projekt samolotu AUT 18 został opracowany w wytwórni Aeronautica Umbra SA w Foligno przez inżyniera Felice Trojaniego. Trojani wcześniej pracował z Umberto Nobile w jego wytwórni przy sterowcu Norge. Włoskie Sił Powietrzne ogłosiły przetarg na następcę starego myśliwca Fiat CR.32 i m.in. Trojani stanął wraz ze swoim prototypem AUT 18 do przetargu. Prototyp oblatano 22 kwietnia 1939 roku na lotnisku Guidonia w regionie Lacjum. Było to o wiele później niż konkurencyjne samoloty Macchi MC.200, Reggiane Re.2000 i Fiat G.50. Samolot został następnie poddany dalszej modyfikacji silnika i w 1940 roku przechodził dalsze badania.
Zaprojektowano nową osłonę silnika mającą przetłoczenia na dźwignie zaworów i sporo ciaśniejszą w celu poprawy osiągów. Śmigło zostało zaopatrzone w kołpak. Dzięki zmianom prędkość maksymalna wzrosła do 480 km/h.
Samolot jednak nigdy nie wszedł do masowej produkcji z powodu opóźnień w budowie i kłótni w partii faszystowskiej. Nie udało się nawet zastąpić nim starszych samolotów Breda Ba.65. Wyprodukowany został tylko egzemplarz prototypowy, który został przyjęty na służbę wojskową pod numerem ewidencyjnym MM.363. Jego późniejszy los jest niejednoznaczny. Przyjmuje się, że albo został zniszczony podczas alianckich bombardowań, zezłomowany przez Włochów, Niemców, którzy mieli go zdobyć po kapitulacji Włoch, ewentualnie przez aliantów którzy zniszczyli go po testach.

## Konstrukcja
AUT 18 był całkowicie metalowym dolnopłatem, których powierzchnia została pokryta duraluminium. Samolot miał silnik Fiat A.80 RC41 o mocy 1044 KM. Uzbrojenie składało się z dwóch zamontowanych w skrzydłach karabinów maszynowych Breda-SAFAT kal. 12,7 mm.

## Literatura
- F. Trojani, La coda di Minosse, Mursia, Milano, 1964
- L. Cesari, Una fabbrica una storia, Pro Foligno, Foligno, 2004
- R. Gentilli L'aviazione da caccia italiana 1918-1939. Volume 2o: tecnica, stemmi, esportazioni, Ed.A.I. s.r.l., Firenze, 1982